# Jelizawieta Komarowa
Jelizawieta Andriejewna Komarowa (ros. Елизавета Андреевна Комарова; ur. 1 lutego 1995 w Suchoj Łogu) – rosyjska koszykarka, występująca na pozycji rozgrywającej, reprezentantka kraju, od 2022 zawodniczka Dinama Kursk.

## Osiągnięcia
Stan na 20 maja 2024, na podstawie, o ile nie zaznaczono inaczej.

### Drużynowe
- Mistrzyni:
  - Euroligi (2019)
  - Superpucharu Europy (2016)
  - Rosji (2015–2019)
- Wicemistrzyni Rosji (2023)
- Brązowa medalistka mistrzostw Rosji (2024)
- 3. miejsce w Eurolidze (2017)
- Zdobywczyni Pucharu Rosji (2017, 2019, 2021)
- Finalistka:
  - Pucharu Rosji (2024)
  - Superpucharu Rosji (2021–2023)
- Uczestnik rozgrywek:
  - Euroligi (2016/2017, 2018/2019, 2020/2021)
  - Eurocup (2019/2020, 2021/2022)

### Reprezentacja
Seniorska
- Uczestniczka:
  - mistrzostw Europy (2021 – 6. miejsce)[4]
  - kwalifikacji do:
    - mistrzostw świata (2022)
    - Eurobasketu (2021, 2023)

Młodzieżowe
- Uczestniczka mistrzostw Europy:
  - U–20 (2015 – 4. miejsce)[5]
  - U–18 (2013 – 5. miejsce)[6]
  - U–16 (2011 – 6. miejsce)[7]